# Sten-Olof Bolldén
Sten-Olof Anders Bolldén (* 16. Juni 1914 in Stockholm; † 27. August 1940 nahe Traryd, Markaryd) war ein schwedischer Schwimmer.

## Karriere
Bolldén nahm 1936 an den Olympischen Spielen teil. In Berlin erreichte er mit der schwedischen Staffel über 4 × 200 m Freistil das Finale und platzierte sich dort auf dem achten Rang.
Er starb 1940 bei einem Flugzeugabsturz während einer Militärübung.